# Cezary Grodzicki
Cezary Grodzicki (né le 6 avril 1996 à Correggio) est un coureur cycliste d'origine polonaise, roulant sous licence italienne depuis 2016. 

## Palmarès sur route

### Par année
- 2013
  - Coppa Valsenio
- 2015
  - 3e de la Medaglia d'Oro Nino Ronco
- 2016
  - Mémorial Filippo Micheli
  - 3e de la Medaglia d'Oro Nino Ronco
- 2017
  - 2e de la Targa Crocifisso
- 2018
  - 3e de Milan-Busseto
  - 3e du Cronometro di Città di Castello

### Classements mondiaux
| Année           | 2018   |
| --------------- | ------ |
| UCI Europe Tour | 1 434e |

## Palmarès sur piste

### Championnats d'Italie
- 2016
  -  Champion d'Italie de l'américaine espoirs (avec Giulio Branchini)[2]